# Ultima TV
Ultima TV è stata un'emittente televisiva regionale a carattere generalista, con sede a Catania. Era visibile in tutta la Sicilia sul canale 87, ad eccezione della provincia di Agrigento dove invece si trovava sul canale 877.

## Storia
Ultima TV fu fondata nel 2016 su iniziativa dell'imprenditore Francesco Russo Morosoli, ed avvia le trasmissioni il 12 novembre dell'anno medesimo.
Direttore editoriale fu lo stesso Russo Morosoli, mentre invece la direzione della redazione giornalistica viene affidata ad Umberto Teghini, proveniente da Antenna Sicilia, così come buona parte dei giornalisti che la compongono, oltre che del personale tecnico che opera nell'emittente. Nel giugno 2017, Teghini lasciò la carica di direttore responsabile, sostituito da Luigi D'Angelo, già componente della redazione.
Nel giugno 2018 assunse la direzione giornalistica Valeria Maglia.

## Palinsesto
Il palinsesto di Ultima TV prevedeva una programmazione basata fondamentalmente su informazione, intrattenimento e sport. L'informazione in particolare, agli inizi di questa esperienza, vedeva la trasmissione di tre edizioni giornaliere del notiziario Ultima TG. L'8 gennaio del 2018 Ultima Tv, prima emittente nella storia della televisione regionale, lancia la formula dell'informazione All News con telegiornali in diretta a partire dalle 10.00 del mattino.

## Chiusura
Con questa lettera, dai toni dolorosi, l'8 gennaio 2019 si congedava definitivamente e improvvisamente dal suo pubblico l'emittente televisiva catanese, dopo la procedura di liquidazione della società, pur non dichiarando apertamente la cessazione di attività, com'è poi avvenuto. L'Assostampa Catania, in una nota, commentava che "è stato fatto un altro passo avanti verso la desertificazione dell'informazione nella nostra provincia". Sentimenti di solidarietà e di sostegno ai giornalisti e lavoratori, in un ordine del giorno, sono stati espressi anche da parte dei consiglieri comunali di Catania.
La tv aveva contato su una tecnologia all'avanguardia in termini di regia e di telecamere, la collaborazione di giornalisti di primo piano, programmi innovativi dalla grafica accattivante.
Fra le probabili cause della chiusura, oltre alle conclamate difficoltà economiche, le ultime vicende giudiziarie con gli arresti domiciliari dell'editore di Ultima Tv Francesco Augusto Russo Morosoli, nel novembre 2018, su iniziativa dalla Guardia di Finanza, nell’ambito di un’inchiesta della Procura di Catania sulla gestione monopolistica delle escursioni sull’Etna, organizzate dall'imprenditore siciliano e dalle aziende a lui riconducibili, quali la STAR S.r.l. e la Funivia dell’Etna S.p.A. (oggi Russo Morosoli Invest S.p.A.). Contemporaneamente, sempre l'editore Morosoli era stato indagato per estorsione ai dipendenti dell’emittente Ultima Tv e di evasione fiscale per 690.000 euro.